# Humanizam za djecu
Humanizam za djecu je knjiga koja upoznaje djecu sa svijetom humanističke misli. Uz humanističku misao knjiga je upotpunjena i feminističkim te ljudskopravaškim vrijednostima, promiče sekularnost i ireligioznost. Autorica knjige je Nada Topić Peratović.
Knjiga Humanizam za djecu nadahnuta je američkom knjižicom Humanism for kids organizacije Family of Humanists (Obitelj humanista) iz Sjedinjenih Američkih
Država, koja je prvi put izdana 1985. godine. Uz odobrenje autora američke knjižice, ideju i prijedlog osnovnog sadržaja za hrvatsku inačicu knjige dao je Kemal Kremić u suradnji s prof. Anom Majnarić. Humanizam za djecu tek u malom dijelu teksta sadržava prevedeni dio iz američkog izvornika dok je većina knjige dorađeno, izmijenjeno i dopunjeno autoričino djelo.
Knjiga je namijenjena djeci različite dobi te njihovim roditeljima ili skrbnicima koji je mogu čitati zajedno s njima. Ideja knjige ja da posluži kao nadahnuće i polazište za daljnja propitivanja i razmišljanja o načelima humanizma. "Humanizam za djecu" potiče na sumnju, shodno tome na istraživanje i kritičko propitivanje postojećeg, ohrabrujući djecu da imaju povjerenje u vlastiti razum.
Humanizam za djecu je prva knjiga takve vrste objavljena u Hrvatskoj. Knjiga je izdana na tri jezika: hrvatskom, engleskom i njemačkom.

## Sadržaj

### Prvi dio –Humanizam je za sve
Prvi dio knjige objašnjava društvenopolitičku zbilju u kojoj većina djece živi, ali i vrijednosti koje njihove obitelji cijene i koje mogu biti u raskoraku s tom zbiljom. Time se djeci nudi stvarna slika, ali i kroz valjane argumente osnažuje svjetonazor njihovih obitelji.

#### Tko su humanisti
- Znanje
- Kritička svijest
- Humanistička misao

#### Priroda
- Spoznaja svijeta
- Znanstvena metoda
- Mitovi o postanku
- Porijeklo vrsta
- Evolucija
- Prirodoznanstveni zakoni

#### Društvo
- Demokracija
- Antifašizam
- Ljudska prava
- Teizam
- Ateizam
- Humanizam
- Prosvjetiteljstvo
- Sekularnost
- Slobodni ljudi
- Hrabre žene
- Rodna ravnopravnost
- Feminizam
- Ponosni ljudi

### Drugi dio –Kako živjeti najboljim mogućim životom
Drugi dio knjige sadrži deset savjeta za bolji i pravedniji život koji se temelje na humanističkim vrijednostima. Nude se savjeti koji se trebaju također kritički preispitati. Savjeti se temelje na dosadašnjem ljudskom znanju, istraživanjima, ljudskim iskustvima. U tim savjetima djeca mogu naći odgovore na pitanja koja im se postavljaju kroz život. Savjeti se u konačnici ne moraju prihvatiti – što je bitno različito od religijskih normi.
- Humanost
- Etika
- Promišljanje o vrijednostima
- Deset prijedloga za dobar život:

1. Brini o sebi!
2. Budi slobodan čovjek! (Misli slobodno!, Djeluj slobodno!, Marija Jurić Zagorka)
3. Budi sretan čovjek! (Diši punim plućima!, Stvaraj!)
4. Budi razuman čovjek! (Koristi se vlastitim razumom!, Uči!, Sumnjaj!, Duša)
5. Budi pravedan čovjek! (Pravednost, Lijepe i ružne riječi, Iskrenost, Loše tajne)
6. Budi odgovoran čovjek! (Odgovornost, Odgovornost prema životinjama, Građanski neposluh, Građanska odgovornost, Građanski aktivizam)
7. Budi solidaran čovjek! (Empatija, Solidarnost, Prijateljstvo, Utjeha)
8. Budi brižan čovjek!
9. Brini o svijetu!
10. Budi hrabar čovjek! (Usudi se znati!, Građanska hrabrost, Pruži otpor!)

- Život vrijedan življenja

## O nakladniku
Sunakladnici su Centar za građansku hrabrost (Hrvatska) i Zentrum für Zivilcourage (Švicarska).
Udruga Centar za građansku hrabrost je feministička i slobodnomisliteljska udruga osnovana 2011. godine u Zagrebu s ciljem promicanja i poticanja građanske hrabrosti, feminističkog aktivizma i solidarnosti, ljudskih prava, posebice prava žena i LGBTIQ osoba, rodne ravnopravnosti te osviještenih vrijednosti sekularnog i evolucijskog humanizma, kritičkog mišljenja, racionalne spoznaje i slobodoumlja. Centar je član Međunarodne humanističke i etičke unije i Međunarodne ateističke alijanse.
Udruga "Zentrum für Zivilcourage"  osnovana je 2014. godine u Zürichu u Švicarskoj.